# Сангасте (посёлок)
Са́нгасте (эст. Sangaste) — посёлок в волости Отепя уезда Валгамаа, Эстония.  
До реформы местных самоуправлений Эстонии 2017 года входил в состав волости Сангасте и был её административным центром.

## География и описание
Расположен в южной части Эстонии, на пересечении дорог Валга—Отепя и Выру—Тырва, в 22 километрах к северо-востоку от уездного центра — города Валга. Расстояние до волостного центра — города Отепя — 18 километров. Высота над уровнем моря — 64  метра.
В 3,5 километрах к юго-западу от посёлка, в деревне Лоссикюла, находится замок Сагниц (Сангасте).
Климат умеренный. Официальный язык — эстонский. Почтовый индекс — 67013.

## Население
По данным переписи населения 2021 года, в Сангасте  насчитывалось 266 жителей, из них 256 (96,6 %) — эстонцы. 
По состоянию на 1 января 2020 года в посёлке насчитывалось 215 жителей: 113 женщин и 102 мужчины; 125 человек трудоспособного возраста (15–64 года), 45 детей в возрасте до 15 лет и 45 человек пенсионного возраста (65 лет и старше).
По данным переписи населения 2011 года, в посёлке проживали 245 человек, из них 235 (95,9 %) — эстонцы.
Численность населения посёлка Сангасте:
| Год  | 1974 | 1979  | 1989  | 2000  | 2011  | 2017  | 2018  | 2019  | 2020  | 2021  |
| ---- | ---- | ----- | ----- | ----- | ----- | ----- | ----- | ----- | ----- | ----- |
| Чел. | 195  | ↘ 180 | ↗ 289 | ↘ 250 | ↘ 245 | ↘ 196 | ↗ 206 | ↗ 212 | ↗ 215 | ↗ 266 |

## История
В письменных источниках 1522 года упоминается Sangnitz (мыза), 1582 года — Sangnic (деревня), 1601 года — Sanngnitz (mõis), 1638 года — Sangenitz (мыза, деревня), 1839 год]]а — Sagnitz (мыза) и Sangaste (деревня).
На военно-топографических картах Российской империи (1846–1880 годы), в состав которой входила Лифляндская губерния, деревня обозначена как Сангасте Кюль, мыза Сангасте — как мз. Сагницъ; также обозначена железнодорожная станция — Ст. Загницъ.
В годы советской власти Сангасте являлся центром Сангастеского сельсовета. В посёлке находился центр колхоза «Сангасте»; работали больница, аптека, почтовое отделение, дом культуры и библиотека.
Средняя численность работников колхоза «Сангасте» в 1978 году составляла 315 человек; общий земельный фонд — 4,7 тысяч гектаров, из них сельскохозяйственных угодий (без приусадебных участков) — 3,3 тысячи гектара.

## Инфраструктура
В Сангасте работает центр обслуживания населения (структурное подразделение волостной управы), где посетителей принимают раз в неделю. В посёлке действует дом по уходу, предоставляющий услуги по уходу (32 места) и круглосуточный уход (30 мест). Принимает семейный врач, есть аптека.
До 2017 года работал детский сад, который в 2015/2016 учебном году посещал 31 ребёнок, затем его перевели в соседнюю деревню Кеэни.
Дом культуры Сангасте начал работу в 2005 году, когда стоявшее пустым здание советских времён было основательно реновировано. В нём действуют различные общества и кружки по интересам. В посёлке есть спортклуб. Библиотека Сангасте с 1988 года работает в здании бывшего детсада.
В посёлке есть частные и многоквартирные дома, имеются уличное освещение и система общего водоснабжения и канализации.
В 2018 году прямое автобусное сообщение имелось с городом Отепя (9 линий в день) и посёлком Пука (3 линии в день), что считалось недостаточным.

## Достопримечательности
- Церковь Святого Андрея Первозванного, памятник архитектуры

Впервые упомянутая в 1379 году церковь многократно разрушалась в череде войн, окончательно — в 1702 году. Строительство нынешнего здания, типичного образца сакральной архитектуры своего времени, было завершено в 1742 году. Общая планировка близка к деревенским церквям Южной Эстонии XIII—XIV столетий; это позволяет предположить, что здание построено на средневековом фундаменте. Башня, имеющая черты барокко, возведена в 1873 году. Оформление длинного зала с изогнутым деревянным потолком и алтарного помещения датируется 1861 годом.
- В Государственный регистр памятников культуры Эстонии также внесён церковный сад[18].